# コジモ・イル・ヴェッキオの肖像

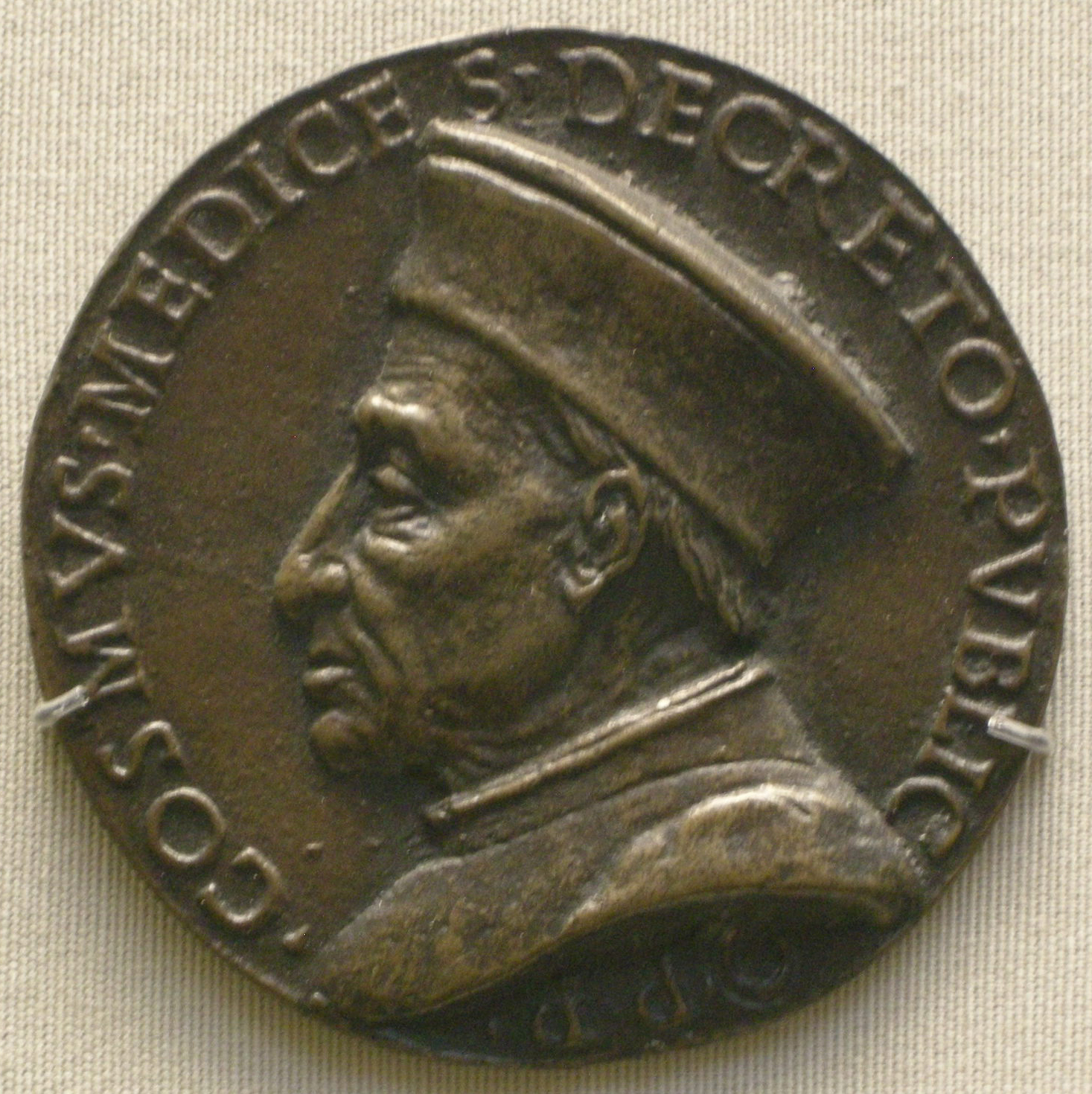
フィレンツェの芸術家によるコジモ・イル・ヴェッキオのブロンズメダル (1465–1469年ごろ)

『コジモ・イル・ヴェッキオの肖像』（コジモ・イル・ヴェッキオのしょうぞう、伊: Ritratto di Cosimo il Vecchio、英: Portrait of Cosimo the Elder）は、イタリア・マニエリスム期の画家ポントルモが1519–1520年ごろ、板上に油彩で制作した肖像画である。モデルの人物は、50年以上間に死去していた15世紀のフィレンツェの為政者コジモ・デ・メディチ、通称コジモ・イル・ヴェッキオ (老コジモの意味) で、15世紀の肖像画の慣例にしたがって横顔で表されている。作品は現在、フィレンツェのウフィツィ美術館に所蔵されている。

## 作品
コジモ・デ・メディチはメディチ家を興した人物である。作品は、1519年9月以降、フィレンツェの行政の責任者として素晴らしい実績を上げたゴーロ・ゴ―リ (Goro Gori) により委嘱されたが、おそらくゴーリは後に教皇レオ10世となるジョヴァンニ・デ・メディチに要請されたと思われる。
ゴーリはロレンツォ2世・デ・メディチの秘書としてキャリアを開始していたが、ロレンツォは前年の5月に殺害されていたため、メディチ家の主筋であったディ・カファッジョーロ (di Cafaggiolo) 系は途絶えていた。しかし、その翌月の6月にメディチ家の家運は復活した。というのは、ポポラーノ (Popolano) 系メディチ家のジョヴァンニ・デッレ・バンデ・ネーレとマリア・サルヴィアティ (ルクレツィア・デ・メディチの娘で、ジョヴァンニ・デ・メディチの妹) の間にメディチ家を継承者となる息子が生まれていたからである。彼はコジモ・イル・ヴェッキオにちなんでコジモと名づけられ、後にコジモ1世となる
本作は、ポントルモがメディチ家一門に認められる契機となった作品である。1465年以降に鋳造されたブロンズメダルに表わされたコジモ・イル・ヴェッキオの図像と同様に横顔で描かれている。彼の赤いベルベットのケープと帽子は、メディチ家の守護聖人であった聖コスマスと聖ダミアヌスを表す際、通常描かれたものである。コジモの椅子に象られた3つの「P」は、彼を「Pater Patriae Parens (祖国の父、創立者)」として特定している。それは古代ローマの著名人キケロの横顔を表す古代のコインを参照したもので、コジモはしばしばキケロになぞらえられたのである。
左側には切り株から新たな芽が出た月桂樹の枝が見えるが、それはメディチ家の継続する血脈を象徴する。一方、枝につけられた巻物には、「折れた1本の枝により、もう1本が弱ることはない」と書かれている。この句は『アエネイアース』の一節から採られているが、その句でアンキーセースがアエネーイスにアエネーイスの血脈の継続と彼によるローマ建国を預言している。このことは、本作がコジモ1世の誕生を祝って委嘱されたという説を裏づけるように思われる。
当初、この絵画はオッタヴィアーノ・デ・メディチのコレクションにあり、後に彼の息子アレッサンドロのコレクションに移った。本作の委嘱後すぐに、さらにオッタヴィアーノは、ポッジオ・ア・カイアーノの別荘の大広間のフレスコ画を何点かポントルモに依頼している。1585年には、アレッサンドロ・ピエローニによりウフィツィ美術館のために本作の複製が制作された。アーニョロ・ブロンズィーノもまた、ヴァザーリの回廊にあるメディチ家の肖像画ギャラリーのために本作の顔部分のみの複製を制作した。